# Salicornia nitens
Salicornia nitens är en amarantväxtart som beskrevs av Peter William Ball och Thomas Gaskell Tutin. Salicornia nitens ingår i släktet glasörter, och familjen amarantväxter. Inga underarter finns listade i Catalogue of Life.